# Henrico Escafen
Henrico Escafen (¿?, antes de 1540 - Tuy, 1604; fl. 1550-1604), también como Scaffen, fue un compositor y maestro de capilla del siglo XVI activo en la Catedral de Tuy.

## Vida
Su nombre ha sido transcrito de diversas formas: «Henrico», como Enrique, Henri, Henricus, Henrichus, Heinrich y Enrico; y «Escafen» como Escafén, Scaffen y Schaffen. En alemán a menudo se le denomina como Heinrich Schaffen.
No se sabe prácticamente nada de la vida de Henrico Escafen. Si se tratase del mismo «Heinrich Schaffen» o «Henricus Scafen» activo en otros países europeos a mediados del siglo XVI, es posible que fuese de origen francoflamenco. En sus madrigales, publicados en 1549, se le menciona como «Nobile Francese», lo que le haría noble francés, pero en sus madrigales se le menciona como «flame», es decir, flamenco. El musicólogo Thomas Schmidt Beste deduce de la publicación en Venecia a finales de la década de 1540 y de que sus madrigales (1549) fueron compuestos en el estilo note nere, un estilo solo cultivado exclusivamente en Italia, que vivió y trabajó allí principalmente.
Las únicas noticias que se tienen de Escafen en España son de 1550, cuando, tras fallecer el primer maestro de capilla de la Catedral de Tuy, Lorenzo Xara, se eligió a Escafen como su sucesor, con el título de «maestro de canto». El hecho quedó documentado en las actas capitulares:

Título de Cantor
Título del Maestro Escafen
Don Juan de Sant Millán, por la divina misericordia obispo de la iglesia ciudad y obispado de Tuy [palabra ilegible] y Nos el Dean y Cabildo de la dicha iglesia de Tui, a Vos Henrico Scaffen, maestro que sois en la música del canto, salud en dios nuestro señor. Sabed que por cuanto en la oposición que tuvisteis en competencia, a la cátedra y prebenda de canto de esta dicha iglesia, que últimamente vacó por óbito de Lorenzo Xara, cantor prebendado que de ella fue conforme al edicto y llamamiento público que sobre ello fecimos [hicimos], vos os habéis sentado en la habilidad de la dicha música del canto. Os habemos juzgado ser digno de preferir en la elección de la dicha cátedra y prebenda. Y dende [desde] entonces os aprobamos y ubimos [dimos] por aprobado y preferido en la dicha elección. Por ende por el tenor de la presente, en los mejores modo, vía y forma que con Dios podemos, os hacemos título y provisión de la dicha cátedra y prebenda de canto, por todos los días de vuestra vida, que en esta dicha iglesia residiéredes conforme al estatuto de la dicha cátedra con premio y salario de treinta mil maravedís pares de blancas en cada un año, a costa y pago de la fábrica de la dicha iglesia, pagados por tres tercios de cada año y en cada un tercio diez mil maravedís los cuales tercios corren y se mentan desde el día de Sant Luca [18 oct] próximo pasado en que feneció el término del dicho edicto, en adelante. Y así en cada uno de los otros años venideros de toda vuestra vida en que así residiéredes, según dicho está y os proveemos así e investimos de esta dicha catedra y prebenda y de la tenencia y posesión de ella real actual velasquí [he aquí] con las cláusulas y condiciones contenidas en la Institución y Estatuto que sobre ella se hizo. Y con el salario sobredicho de los dichos treinta mil maravedís de cada año, pagados por los dichos tercios del año igualmente y mandamos al cobrero y fabriquero de la dicha iglesia que al presente es o por los tiempos fuere de aquí adelante, que en cada un año os pague realmente con efecto los dichos treinta mil maravedís por los dichos tercios durante el dicho tiempo de una vida y residencia en la dicha iglesia y luego que cada un tercio se acabare, de modo que cobréis los dichos treinta mil maravedís cada uno de los dichos años, sin que falte ni mengue cosa alguna de ellos, ni se os pueda de ellos descontar ni descabar alguna parte más de conforme a lo contenido en el dicho Estatuto, y con vuestra instancia de pago serán tomados en Cuenta al dicho cobrero, y a la cual solución y pagamento, desde ahora obligamos e hipotecamos y habemos por obligados e hipotecamos en forma, como mejor podemos, todos y cualesquiera bienes propios y anejos de la dicha fábrica, así espirituales como temporales, habidos y por haber. Por todos los dichos días de vuestra vida y residencia susodicha. En fe y testimonio de lo cual os mandamos dar y damos esta nuestra carta de título y provisión de la dicha cátedra y prebenda, firmada de nuestro nombre y de los firmadores del dicho cabildo, y signada y firmada del notario infrascrito, y sellada con el sello de la dicha Iglesia, que fue dada y otorgada dentro de la dicha ciudad de Tui, a veinte y nueve días del mes de octubre, del año del nacimiento de nuestro señor Jesucristo, de mil y quinientos y cincuenta años.
Sebastián Rodríguez, 1550

Es decir, de las actas capitulares se deduce que Escafen consiguió el magisterio por oposición y que hubo edictos para convocarla. También indica que el cargo estaba unido a una prebenda, con un salario de 30 000 maravedís.
Las actas capitulares incluyen una información el 3 de marzo de 1600 sobre la herencia de Henrico Escafen a sus hijos Enrique y Pedro de Escafen. Ambos había presentado cédulas reales fechadas el 22 de abril y el 2 de diciembre de 1585 que les permitían heredar 400 ducados, y el 25 de octubre de 1589 y 1 de febrero de 1590 que «ordenaba[n] que fuera[n] admitidos en los oficios públicos reales y concejiles de todas las ciudades del reino, excepto en lo que tocaba a hidalguía y excepción de pecho y derechos». De estos datos, el musicólogo Ruiz Jiménez deduce que Henrico nacería antes de 1540. De las cuentas de fábrica de 1604 a 1605 se deduce que Henrico falleció en 1604.

## Obra
Escafen publicó en Venecia la mayoría de sus obras, pero también se publicaron obras suyas en Núremberg, Neuburg an der Donau y Amberes. Estas publicaciones se conservan diversas ciudades europeas: Viena, Augsburgo, Dresde, Colonia, Múnich, Ratisbona, Barcelona, Madrid, Besanzón, París, Cracovia y Maribor.
- Madrigali a quattro voci a note negre, Venecia (1549);
- Motetti a 5 voci, libro I y II;
- Motetti a 5 voci (1565);
- Evangelica Dominicorum et festorum dierum musicis numeris pulcherrimi comprehensa et ornata; Noribergæ, in officina Joan. Montani et Ult. Neuberi (1554-15556) en seis volúmenes, la colección de composiciones de Escafen se encuentra en el volumen quinto.[3]